# Чуріловка
Чурі́ловка (рос. Чуриловка) — селище у складі Тотемського району Вологодської області, Росія. Входить до складу Великодворського сільського поселення.

## Населення
Населення — 265 осіб (2010; 348 у 2002).
Національний склад (станом на 2002 рік):
- росіяни — 97 %